# پاندر (تگزاس)
پاندر، تگزاس(به انگلیسی: Ponder, Texas) شهری در ایالت تگزاس از ایالات جنوبی ایالات متحده آمریکا است. در سرشماری سال ۲۰۰۰، جمعیت این شهر ۵۰۷ نفر اعلام شد.

## نگارخانه

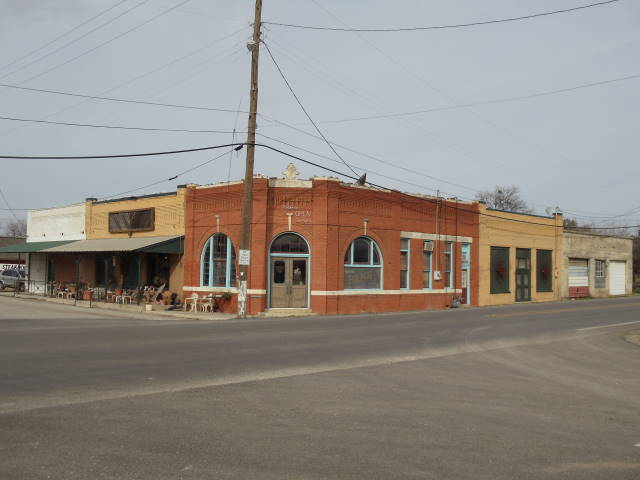
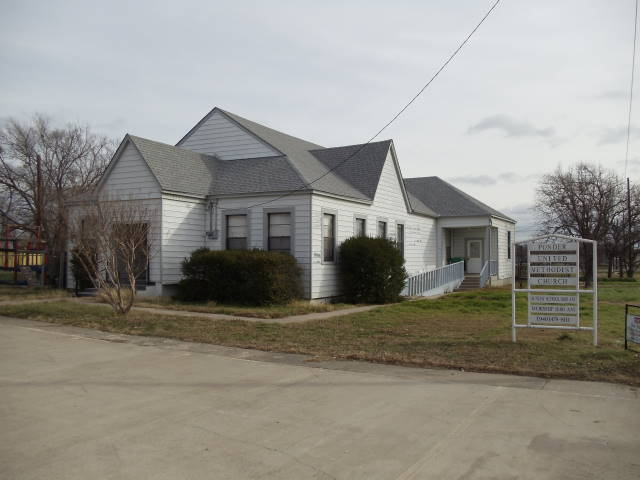
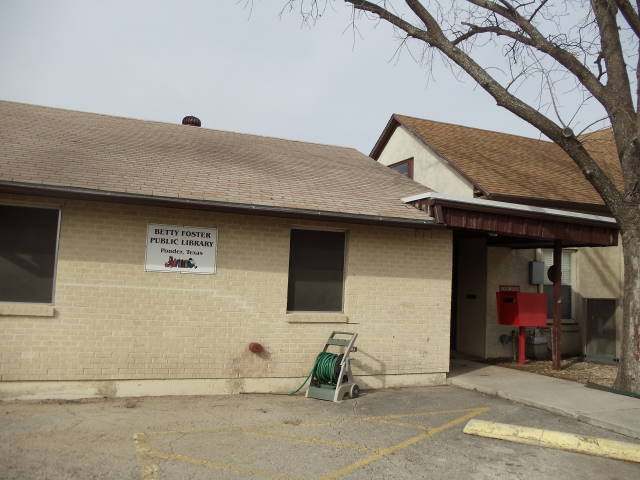
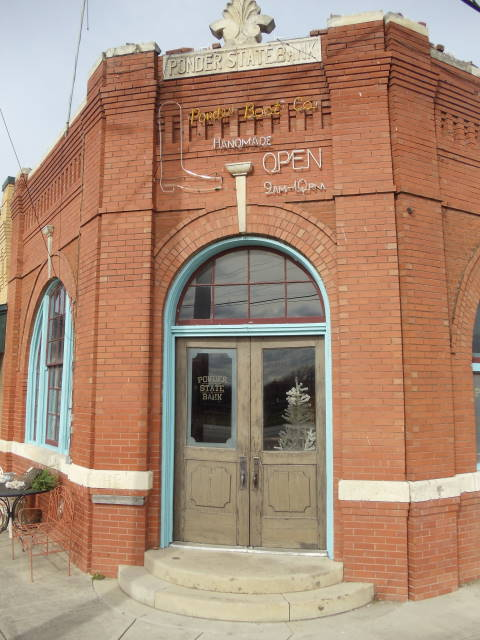